# (11775) Köhler
(11775) Köhler (3224 T-3) – planetoida z pasa głównego asteroid okrążająca Słońce w ciągu 3,21 lat w średniej odległości 2,17 j.a. Odkryta 16 października 1977 roku.